# Trofeo Maarten Wynants
El Trofeo Maarten Wynants (oficialmente: Trofee Maarten Wynants) es una carrera ciclista femenina profesional de un día belga que se disputa anualmente en los alrededores de Houthalen-Helchteren en provincia de Limburgo. La carrera debe su nombre al ciclista Maarten Wynants.
La carrera fue creada en el año 2014 haciendo parte del Calendario UCI Femenino como competencia categoría 1.2 y desde 2017 pasó a ser una competencia de categoría 1.1.

## Palmarés
| Año  | Ganador           | Segundo                   | Tercero                 |           |
| ---- | ----------------- | ------------------------- | ----------------------- | --------- |
| 2014 | Maaike Polspoel   | Amy Cure                  | Liesbet de Vocht        |           |
| 2015 | Natalie van Gogh  | Lotte Kopecky             | Sara Mustonen           |           |
| 2016 | Lotte Kopecky     | Lauren Kitchen            | Kelly Druyts            |           |
| 2017 | Marianne Vos      | Maria Giulia Confalonieri | Eva Buurman             |           |
| 2018 | Marta Bastianelli | Monique van de Ree        | Lorena Wiebes           |           |
| 2019 | Elisa Balsamo     | Laura Tomasi              | Marjolein van 't Geloof |           |
| 2020 | cancelada         | cancelada                 | cancelada               | cancelada |
| 2021 | cancelada         | cancelada                 | cancelada               | cancelada |
| 2022 | Scarlett Souren   | Jennifer van der Voort    | Rixt Hoogland           |           |
| 2023 | Chiara Consonni   | Amalie Dideriksen         | Maria Martins           |           |
| 2024 | Anniina Ahtosalo  | Scarlett Souren           | Chiara Consonni         |           |
| 2025 | Martina Fidanza   | Tereza Neumanová          | Nienke Veenhoven        |           |

## Palmarés por países
| País         | Victorias |
| ------------ | --------- |
| Italia       | 4         |
| Países Bajos | 3         |
| Bélgica      | 2         |
| Finlandia    | 1         |